# Mikrogrant
Mikrogrant – mała kwota przyznawana osobom fizycznym, żyjącym za mniej niż 1 USD dziennie, w celu stworzenia przez nich trwałego źródła utrzymania lub założenia mikroprzedsiębiorstwa. Odbiorcami mikrograntów mogą być również organizacje lub grupy obywatelskie które są zaangażowane w działalność charytatywną. W odróżnieniu od mikrokredytów, mikrogranty są bezzwrotne.
Istnieją trzy podstawowe rodzaje mikrograntów: pierwszym z nich jest mała suma pieniędzy (50-500 USD) udzielone osobie fizycznej w celu rozpoczęcia projektu generującego dochód. Kolejny to mały grant (2000-10000 USD), przyznawany wspólnotom na projekty zorientowane na działanie. Trzeci typ to mały grant przyznawany osobom fizycznym, niezleżnie od przyczyny.